# Sumbaviopsis albicans
Sumbaviopsis es un género monotípico perteneciente a la familia de las euforbiáceas. Su única especie: Sumbaviopsis albicans, es originaria de Asia.

## Descripción
Es un arbusto o árbol, monoico, pero usualmente con un solo sexo por planta. El indumento consiste en simples pelos estrellados. Estipulas triangulares. Las hojas dispuestas en espiral, simples. Inflorescencia terminal o pseudo axilar en forma de racimo con flores actinomorfas. El fruto en cápsulas. Las semillas 2-3 por fruto casi globosas,

## Distribución
Se distribuye por India (Assam, Nagaland, Tripura), Birmania, Tailandia, Vietnam, y Malasia: en la Península Malaya, Sumatra (Aceh, Sumatera Utara), Java, Borneo (Kalimantan, Sabah, Sarawak), y las Filipinas (Palawan).

## Taxonomía
Sumbaviopsis albicans fue descrita por (Blume) J.J.Sm. y publicado en Mededeelingen uitgeven van het Department van Landbouw in Nederlandsch-Indië 10: 357. 1910.
Sinonimia
- Adisca albicans Blume
- Cephalocroton albicans (Blume) Müll.Arg.
- Coelodiscus speciosus Müll.Arg.
- Croton albicans (Blume) Rchb.f. & Zoll.
- Doryxylon albicans (Blume) N.P.Balakr.
- Mallotus speciosus (Müll.Arg.) Pax & K.Hoffm.
- Rottlera albicans (Blume) Morales ex Rchb.f. & Zoll.
- Sumbavia macrophylla Müll.Arg.
- Sumbaviopsis albicans var. disperma Gagnep.[3][4]